# Raud-Ants
Raud-Ants je estonská folk-metalová skupina z Viljandi, která byla založena v roce 2002. Kombinují estonskou folklórní hudbu s heavy metalem. V roce 2006 se zúčastnili hudebního festivalu Liet-Lávlut s písní Kui miä kazvolin kanainõ, která byla zpívaná v dnes skoro vymřelém jazyce votštině.

## Členové
- Eva Tolsa – zpěv
- Marion Selgall – zpěv
- Tarvi Martens – šestistrunné kantele
- Madis Arukask – kytara
- Marju Varblane – jouhikko, housle
- Arno Looga – basová kytara
- Andres Linnupuu – bubny

## Diskografie
Alba
- 2005: Karjasepõli

Dema
- 2002: Antsu Loomine